# Nick Smith Jr.
Nicholas "Nick" Smith Jr. (Jacksonville, 18 de abril de 2004) é um jogador norte-americano de basquete profissional que atualmente joga pelo Charlotte Hornets da National Basketball Association (NBA) e pelo Greensboro Swarm da G-League.
Ele jogou basquete universitário pela Universidade do Arkansas e foi selecionado pelos Hornets como a 27º escolha geral no draft da NBA de 2023.

## Carreira no ensino médio
Smith inicialmente frequentou a Sylvan Hills High School em Sherwood, Arkansas, antes de transferir-se para a North Little Rock High School em North Little Rock, Arkansas, antes de seu último ano. Ele foi nomeado o Jogador do Ano em suas duas últimas temporadas. Após liderar a North Little Rock High para um recorde de 26-3 derrotas e o título estadual de Arkansas, Smith foi selecionado para jogar no McDonald's All-American Boys Game de 2022 e no Jordan Brand Classic.

### Recrutamento
Smith foi um recruta de cinco estrelas consensual e um dos principais jogadores da classe de 2022 de acordo com os principais serviços de recrutamento. Em 29 de setembro de 2021, ele se comprometeu a jogar basquete universitário pela Universidade do Arkansas. Ele foi considerado um dos cinco melhores recrutas nacionalmente e foi nomeado o principal recruta da classe de 2022 pela 247Sports.

## Carreira universitária
Smith estava projetado para ser um armador titular por Arkansas na temporada de 2022-23, porém uma lesão persistente no joelho o manteve fora da maior parte da temporada. Smith jogou em dezessete jogos com média de 12,5 pontos.

## Carreira profissional
Smith foi selecionado pelo Charlotte Hornets como a 27ª escolha geral no draft da NBA de 2023.

## Estatísticas da carreira

### NBA

#### Temporada regular
| Ano     | Equipe    | PJ | PT | MPJ  | AP   | 3P   | LL   | RT  | AS  | BR | TO | PPJ |
| ------- | --------- | -- | -- | ---- | ---- | ---- | ---- | --- | --- | -- | -- | --- |
| 2023–24 | Charlotte | 51 | 0  | 14.3 | .391 | .432 | .867 | 1.4 | 1.2 | .2 | .1 | 5.9 |

### Universitário
| Ano     | Equipe   | PJ | PT | MPJ  | AP   | 3P   | LL   | RT  | AS  | BR | TO | PPJ  |
| ------- | -------- | -- | -- | ---- | ---- | ---- | ---- | --- | --- | -- | -- | ---- |
| 2022–23 | Arkansas | 17 | 14 | 25.8 | .376 | .338 | .740 | 1.6 | 1.7 | .8 | .1 | 12.5 |

## Links externos
- Biografia do Arkansas Razorbacks
- Biografia dos EUA